# Amblyjoppa attentatoria
Amblyjoppa attentatoria är en stekelart som först beskrevs av Kuzin 1950.  Amblyjoppa attentatoria ingår i släktet Amblyjoppa och familjen brokparasitsteklar. Inga underarter finns listade i Catalogue of Life.